# This Love (singel Maroon 5)
This Love – singel amerykańskiego zespołu rockowego Maroon 5. Piosenka została napisana przez lidera grupy Adama Levine'a do ich debiutanckiego albumu Songs About Jane z 2002. Oparta jest na wiodącym dźwięku pianina, wspieranym przez syntezator perkusyjny, gitarę i falset wokalisty.

## Opis utworu
"This Love" było drugim singlem z wydanego w 2002 debiutanckiego albumu zespołu Maroon 5. Podczas wywiadu z MTV News w sierpniu 2002 wokalista grupy, Adam Levine stwierdził, że napisał tę piosenkę w dniu, kiedy jego była dziewczyna wyprowadziła się, gdy ze sobą zerwali. W innym wywiadzie, Levine powiedział, że piosenka była napisana w najtrudniejszym emocjonalnie okresie w jego życiu i był wtedy w doskonałej sytuacji psychicznej do napisania tego rodzaju utworu.
Słowa piosenki są oparte na rozstaniu Levine'a z byłą partnerką. Opisał on także część tekstu jako związaną z seksem. "This Love" zostało pozytywnie odebrane przez krytyków, którzy wyróżnili jego muzyczność. Piosenka została wydana 12 stycznia 2004 jako drugi singel z płyty Songs About Jane.

## Nagrody
Utwór wszedł do pierwszej dziesiątki większości notowań, w tym kilku notowań magazynu Billboard, włączając w to pierwszą pozycję w Hot Adult Top 40 Tracks. Teledysk do utworu spotkał się z kontrowersjami, ponieważ przedstawiał intymne sceny pomiędzy Levinem i jego ówczesną partnerką. "This Love" umożliwiło grupie zdobycie MTV Video Music Award w kategorii najlepszy nowy artysta w teledysku. Utwór zdobył Nagrodę Grammy w roku 2004 w kategorii Best Rock Performance by a Duo or Group with Vocal i jest jednym z najbardziej udanych utworów zespołu. Utwór był też w tamtym roku nominowany do nagrody Choice Rock Track podczas Teen Choice Awards. W rozgłośniach objętych siecią Nielsen utwór był trzecim najczęściej emitowanym w 2004, będąc odtworzonym 438 589 razy.

## Odbiór
Utwór został dobrze odebrany przez krytyków. Jason Thompson z PopMatters zauważył, że klawiszowiec Jesse Carmichael, biorący udział w produkcji This Love i Must Get Out mógłby stworzyć muzykę zarówno dla Britney Spears jak i dla The New Radicals. C. Spencer Beggs z The Observer napisał, że single "This Love" i "Harder to Breathe" są najbardziej popowe w całym albumie, "pokazując charakterystyczną dla Maroon 5 czystość, schludność i optymizm dźwięku". Sam Beresky z Daily Lobo, który wypowiadał się mniej entuzjastycznie o albumie, pochwalił zespół za "This Love", porównując go z Superstition Steviego Wondera. John Mayer w maju 2004 wypowiedział się w Rolling Stone, że spodobał mu się album Songs About Jane. Pozytywnie odebrał też "The Love", stwierdzając, że to "jedna z tych piosenek, które masz nadzieję napisać".
Singiel umocnił również pozycję Maroon 5, pomagając uznać go za jeden z zyskujących popularność w 2004 zespołów. Zespół wydał EP pt. 1.22.03.Acoustic, gdzie znalazło się "The Love" w wersji akustycznej. 
Maroon 5 wykonało w lutym 2004 piosenkę na żywo w Saturday Night Live.
Piosenka została wykorzystana w wersji Guitar Hero: On Tour na Nintendo DS, będąc również możliwa do pobrania jako dodatkowy utwór do Guitar Hero 5 oraz Band Hero. Utwór uplasował się na 32. lokacie w rankingu VH1 na 100 najlepszych piosenek lat 2000-2009.

### Covery
Utwór został zremiksowany przez Kanyego Westa w maju 2004 pod tytułem "This Love (Kanye West remix)". Finalista American Idola, John Stevens wydał cover piosenki w swoim debiutanckim albumie Red. Kanadyjski piosenkarz i autor tekstów Michael Bublé wydał cover piosenki na swoim DVD "Caught in the Act". Przyjazną dla dzieci wersję "The Love" wydała grupa Kidz Bop Kids na swojej płycie Kidz Bop 6.
Blake Lewis, zdobywca drugiego miejsca w szóstym sezonie American Idol wykonał tę piosenkę w tamtym programie 15 maja 2007. Wersja studyjna tego nagrania została potem wydana na oficjalnej stronie programu i na płycie American Idol Season 6: The Collector's Edition, kompilacji studyjnych wykonań finalistów American Idol 6. Również brytyjski muzyk Limahl wykonał piosenkę w reality show Hit Me, Baby, One More Time.
Zespół Big Bang wydał tę piosenkę w języku koreańskim na albumie BIGBANG Vol.1 oraz w języku angielskim na albumie With U.

## Lista utworów singla
- Ogólnoświatowy singel CD

1. "This Love" (Album Version) − 3:26
2. "This Love" (wideoklip)
3. "Harder to Breathe" (Acoustic Version)
4. "The Sun" (Acoustic Version)

## Pozycje na listach przebojów
| Kraj/region               | Notowanie (2004)     | Wydawca              | Najwyższa pozycja |
| ------------------------- | -------------------- | -------------------- | ----------------- |
| Australia                 | Top 100 Singles      | ARIA Charts          | 8                 |
| Austria                   | Top 75 Singles       | Ö3 Austria Top 40    | 3                 |
| Belgia ( Flandria)        | Ultratop 50          | Ultratop             | 21                |
| Belgia ( Region Waloński) | Ultratop 40          | Ultratop             | 7                 |
| Francja                   | Top 100 Singles      | SNEP                 | 6                 |
| Holandia                  | Dutch Top 40         | MegaCharts           | 3                 |
| Irlandia                  | Top 50 Singles       | IRMA                 | 6                 |
| Kanada                    | Top 200 Singles      | Nielsen SoundScan    | 2                 |
| Niemcy                    | Top 100 Singles      | Media Control Charts | 5                 |
| Norwegia                  | Top 20 Singles       | VG-lista             | 3                 |
| Stany Zjednoczone         | Adult Contemporary   | Billboard            | 3                 |
| Stany Zjednoczone         | Billboard Hot 100    | Billboard            | 5                 |
| Stany Zjednoczone         | Hot Dance Club Songs | Billboard            | 21                |
| Szwajcaria                | Top 100 Singles      | Schweizer Hitparade  | 4                 |
| Szwecja                   | Top 60 Singles       | Sverigetopplistan    | 26                |
| Wielka Brytania           | UK Singles Chart     | OCC                  | 3                 |